# 長野県中学校の廃校一覧
長野県中学校の廃校一覧（ながのけんちゅうがっこうのはいこういちらん）は、長野県内の中学校のうち、現在までに廃校となっているものの一覧。対象となるのは、学制改革（1947年）以降に廃校となった中学校および分校である。なお、名称は廃校当時のもの。廃校時に中学校（分校）が所在していた自治体がその後、合併によって消滅している場合は、現行の自治体に含める。また休校中の県内の中学校や分校は公式には存続していることとなっているが、現在休校中のそれらは事実上廃校となっているものが多いため、便宜上本項に記載する。
（）内は、廃校になった年（休校の場合は、その措置が取られた年）である。

## 長野市
- 長野市立若槻中学校（1959年浅川中と統合し長野市立北部中学校へ）[1]
- 長野市立浅川中学校（1959年若槻中と統合し北部中へ）[1]
- 長野市立安茂里中学校（1959年南部中と統合し長野市立裾花中学校へ）[2]
- 長野市立南部中学校（1959年安茂里中と統合し裾花中へ）[2]
- 長野市立小田切中学校（1998年長野市立西部中学校と裾花中へ分割統合）[3]
- 長野市立芋井中学校（2012年西部中へ統合）[4]
- 信田村立信田中学校（1949年6月更府中と統合し長野市立信更中学校〈当時：信田村・更府村組合立〉へ）[5]
- 更府村立更府中学校（1949年6月信田中と統合し信更中へ）[5]
- 篠ノ井町立東福寺中学校（1950年篠ノ井町立通明中学校〈現：長野市立篠ノ井東中学校〉へ統合）[6]
- 篠ノ井市立篠ノ井中学校（1963年6月5日統合により篠ノ井市立西中学校〈現：長野市立篠ノ井西中学校〉へ）[7]
- 篠ノ井市立共和中学校（1963年6月5日西中共和部校となり、1966年完全統合）[7]
- 篠ノ井市立信里中学校（1963年6月5日西中信里部校となり、1966年完全統合）[7]
- 篠ノ井市立塩崎中学校（1963年6月5日西中塩崎部校となり、1966年完全統合）[7]
- 戸隠村立戸隠中学校〈旧〉（1979年柵中と統合し長野市立戸隠中学校〈当時：戸隠村立〉へ）[8]
- 戸隠村立柵中学校（1979年戸隠中〈旧〉と統合し戸隠中〈新〉へ）[8]
- 青木島村立青木島中学校（1951年8月統合により長野市立更北中学校〈当時：四ヵ村学校組合立〉へ）[9]
- 稲里村立下氷飽中学校（同上）[9]
- 真島村立真島中学校（同上）[9]
- 松代町立松代中学校〈旧〉（1954年統合により長野市立松代中学校〈当時：組合立〉へ）[10]
- 松代町立清野中学校（同上）[10]
- 松代町立東条中学校（同上）[10]
- 西条村立西条中学校（同上）[10]
- 松代町立豊栄中学校（1956年松代中〈新〉へ統合）[10]
- 松代町立寺尾中学校（同上）[10]
- 松代町立西寺尾中学校（同上）[10]
- 信州新町立新町北中学校（1959年統合により長野市立信州新町中学校〈当時：信州新町立〉へ）[11]
- 信州新町立新町南中学校（同上）[11]
- 信州新町立日原中学校（同上）[11]
- 信州新町立信級中学校（同上）[11]
- 信州新町立牧郷中学校（同上）[11]
- 若穂町立綿内中学校（1961年統合により長野市立若穂中学校〈当時：若穂町立〉へ）[12]
- 若穂町立川田中学校（同上）[12]
- 若穂町立保科中学校（同上）[12]
- 中条村立中条中学校〈旧〉（1963年統合により長野市立中条中学校〈当時：中条村立〉へ）[13]
- 中条村立御山里中学校（同上）[13]
- 中条村立日下野中学校（同上）[13]

## 松本市
- 松本市立里山辺中学校（1955年入山辺中と統合し松本市立山辺中学校へ）[14]
- 松本市立入山辺中学校（1955年里山辺中と統合し山辺中へ）[14]
- 松本市立今井中学校（1965年山形村立山形中、朝日村立朝日中と統合し松本市山形村朝日村中学校組合立鉢盛中学校へ）
- 会田村立会田中学校〈旧〉（1953年統合により松本市立会田中学校〈当時：会田村他3か村組合立〉へ）[15]
- 五常村立五常中学校（同上）[15]
- 中川村立中川中学校（同上）[15]
- 錦部村立錦部中学校（同上）[15]
- 安曇村立安曇小中学校〈旧〉（1967年稲核小中と統合し松本市立安曇小中学校〈当時：安曇村立〉へ）[16]
- 安曇村立稲核小中学校（1967年安曇小中〈旧〉と統合し安曇小中〈新〉へ）[16]
- 安曇村立大野川中学校沢渡分校（1969年）[17]

## 上田市
- 上田市立塩尻中学校（1959年上田市立第二中学校へ統合され塩尻分校となり、1960年廃校）[18]
- 上田市立川辺小学校併設中学校（1959年泉田中と統合し上田市立第四中学校へ）[19]
- 上田市川西村組合立泉田中学校（1959年川辺小併設中と統合し第四中へ）[19]
- 上田市立豊殿小学校併設中学校（1961年上田市立第五中学校豊殿部校となり、1963年完全統合）[20]
- 上田市立神科小学校併設中学校（1961年第五中神科部校となり、1963年完全統合）[20]
- 上田市立川西中学校（1988年第四中の一部と統合し上田市立第六中学校へ）[3]
- 丸子町立丸子中学校〈旧〉（1955年統合により上田市立丸子中学校〈当時：丸子町立〉へ）[21]
- 丸子町立東内中学校（同上）[21]
- 丸子町立西内中学校（同上）[21]
- 丸子町立塩川中学校（1958年丸子中〈新〉へ統合）[21]
- 武石村立武石中学校（1956年依田窪南部中〈初代〉・長久保新町立長久保中と統合し上田市長和町中学校組合立依田窪南部中学校〈当時：武石村・長門町中学校組合立〉へ）[22]
- 塩田町立別所中学校（1958年統合により上田市立塩田中学校〈当時：塩田町立〉へ）[23]
- 塩田町立西塩田中学校（同上）[23]
- 塩田町立中塩田中学校（同上）[23]
- 塩田町立東塩田中学校（同上）[23]

## 飯田市
- 飯田市立大平中学校（1955年飯田市立飯田西中学校へ統合）[24]
- 飯田市立松尾中学校（1958年統合により飯田市立緑ヶ丘中学校へ）[25][注釈 1]
- 飯田市立竜丘中学校（同上）[25]
- 飯田市立下久堅中学校（同上）[25]
- 飯田市立川路中学校（1962年統合により飯田市立竜峡中学校〈当時：飯田市龍江村組合立〉へ）[25][注釈 2]
- 飯田市立三穂中学校（同上）[25]
- 龍江村立龍江中学校（同上）[25]
- 飯田市立千代中学校（1970年上久堅中と統合し飯田市立竜東中学校へ）[28]
- 飯田市立上久堅中学校（1970年竜東中上久堅部校となり、1972年完全統合）[28]
- 飯田市立伊賀良中学校（1985年山本中と統合し飯田市立旭ヶ丘中学校へ）[29]
- 飯田市立山本中学校（1985年伊賀良中と統合し旭ヶ丘中へ）[29]
- 飯田市立上村中学校（2009年飯田市立遠山中学校へ統合）[30]
- 和田村立和田中学校（1951年統合により遠山中へ）[30]
- 木沢村立木沢中学校（同上）[30]
- 八重河内村立八重河内中学校（同上）[30]
- 南和田村立南和田中学校（同上）[30]

## 諏訪市
- 諏訪市立湖南中学校（1959年統合により諏訪市立諏訪西中学校へ）[31][注釈 3]
- 諏訪市立豊田中学校（同上）[31]
- 諏訪市立中洲中学校（同上）[31]

## 須坂市
- 須坂市立井上中学校（1958年統合により須坂市立墨坂中学校へ）[32]
- 須坂市立高甫中学校（同上）[32]
- 須坂市立日野中学校（同上）[32]
- 須坂市立豊洲中学校（1957年須坂市立相森中学校へ統合）[33]
- 須坂町立須坂中学校（1948年相森中[33]と須坂市立常盤中学校[34]〈いずれも当時：須坂町立〉へ分割）
- 東村立南部中学校（1955年東部中と統合し須坂市立東中学校〈当時：東村立〉へ）[35]
- 東村立東部中学校（1955年南部中と統合し東中へ）[35]

## 小諸市
- 小諸市立小諸西中学校（1960年統合により小諸市立芦原中学校へ）[36]
- 小諸市立千曲中学校（同上）[36]
- 小諸市立大里中学校（同上）[36]
- 小諸町立小諸中学校（1954年小諸西中[36]と小諸市立小諸東中学校〈当時：小諸町立〉[37]へ分割）
- 小諸町立南大井中学校（1954年小諸中の一部と統合し小諸東中へ）[37]
- 小諸町立北大井中学校（同上）[37]
- 小諸町立三岡中学校（同上）[37]

## 伊那市
- 伊那市立東春近中学校（1963年統合により伊那市立春富中学校〈当時：伊那市・西春近村中学校組合立〉東春近部校となり、1965年完全統合）[38]
- 伊那市立富県中学校（1963年春富中富県部校となり、1965年完全統合）[38]
- 西春近村立西春近中学校（1963年春富中西春近部校となり、1965年完全統合）[38]
- 美和村立美和中学校戸台分教場（1964年）
- 長谷村立伊那里中学校（1961年美和中と統合し伊那市立長谷中学校 〈当時：長谷村立〉へ）[39]
- 長谷村立美和中学校（1961年伊那里中と統合し長谷中へ）[39]
- 高遠町立高遠中学校〈旧〉（1959年統合により伊那市立高遠中学校〈当時：高遠町立〉へ）[40]
- 高遠町立長藤中学校（同上）[40]
- 高遠町立三義中学校（同上）[40]
- 高遠町立藤沢中学校（同上）[40]
- 高遠町立河南中学校（1964年高遠中へ統合）[40]

## 駒ヶ根市
- 駒ヶ根市立中沢中学校（1963年東伊那中と統合し駒ヶ根市立東中学校中沢部校となり、1965年完全統合）[41][注釈 4]
- 駒ヶ根市立東伊那中学校（1963年中沢中と統合し東中東伊那部校となり、1965年完全統合）[41]

## 中野市
- 中野市立中野中学校（1955年12月1日日野中と統合し中野市立南宮中学校へ）[42]
- 中野市立日野中学校（1955年12月1日中野中と統合し南宮中へ）[42]
- 中野市立延徳中学校（1957年南宮中へ統合）[42]
- 中野市立平岡中学校（1960年統合により中野市立高社中学校平岡部校となり、1962年完全統合）[43]
- 中野市立長丘中学校（1960年高社中長丘部校となり、1962年完全統合）[43]
- 中野市立科野中学校（1960年高社中科野部校となり、1962年完全統合）[43]
- 中野市立倭中学校（1960年高社中倭部校となり、1962年完全統合）[43]
- 豊田村立豊井中学校（1971年永田中と統合し中野市立豊田中学校〈当時：豊田村立〉豊井部校となり、1973年完全統合）[44][注釈 5]
- 豊田村立永田中学校（1971年豊井中と統合し豊田中永田部校となり、1973年完全統合）[44]

## 大町市
- 大町市立社中学校（1959年第二中と第三中へ分割統合）
- 大町市立第三中学校（1959年常盤中から改称、1965年第二中と統合し仁科台中へ）[45]
- 大町市立第二中学校（1959年大町中〈初代〉から改称、1965年第三中と統合し仁科台中へ）[45]
- 大町市立平中学校（1959年大町中の一部と統合し第一中へ）[46]
- 大町市立美麻中学校（2014年大町市立美麻小学校と統合し大町市立美麻小中学校へ）[47]
- 大町市立第一中学校（2023年仁科台中学と統合し大町市立大町中学校〈2代目〉へ）[48]
- 大町市立仁科台中学校（2023年第一中と統合し大町中〈2代目〉へ）[48]
- 大町市立八坂中学校（2023年大町市立八坂小学校と統合し大町市立八坂小中学校へ）[48]
- 美麻村立南中学校（1977年北中と統合し美麻中へ）[47]
- 美麻村立北中学校（1977年南中と統合し美麻中へ）[47]

## 飯山市
- 飯山市立飯山中学校（1961年秋津中と統合し第一中飯山部校となり、1966年完全統合）[49]
- 飯山市立秋津中学校（1961年飯山中と統合し第一中秋津部校となり、1966年完全統合）[49]
- 飯山市立富倉中学校（1962年統合により第二中富倉部校となり、1965年完全統合）[49]
- 飯山市立柳原中学校（1962年第二中柳原部校となり、1965年完全統合）[49]
- 飯山市立木島中学校（1962年第二中木島部校となり、1965年完全統合）[49]
- 飯山市立瑞穂中学校（1962年第二中瑞穂部校となり、1965年完全統合）[49]
- 飯山市立太田中学校（1967年統合により第三中太田部校となり、1969年完全統合）[49]
- 飯山市立常盤中学校（1967年第三中常盤部校となり、1969年完全統合）[49]
- 飯山市立外様中学校（1967年第三中外様部校となり、1969年完全統合）[49]
- 飯山市立岡山中学校（1967年第三中岡山部校となり、1969年完全統合）[49]
- 飯山市立第一中学校（2010年第二中の一部と統合し[3]飯山市立城南中学校へ）[注釈 6]
- 飯山市立第二中学校（2010年第一中と統合し城南中へ、第三中と統合し飯山市立城北中学校へ分割[50]）
- 飯山市立第三中学校（2010年第二中の一部と統合し城北中へ）[50]

## 茅野市
- 茅野市立宮川中学校（1963年統合により南部中〈現：茅野市立長峰中学校〉へ）[51]
- 茅野市立玉川中学校（同上）[51]
- 茅野市立金沢中学校（同上）[51]
- 茅野市立泉野中学校（同上）[51]
- 茅野町立湖東中学校（1958年統合により茅野市立北部中学校〈当時：茅野町立〉湖東部校となり、1960年完全統合）[52]
- 茅野町立北山中学校（1958年北部中北山部校となり、1960年完全統合）[52]
- 茅野町立豊平中学校（1958年北部中豊平部校となり、1960年完全統合）[52]
- 茅野町立米沢中学校（1958年北部中米沢部校となり、1960年完全統合）[52]

## 塩尻市
- 塩尻市立楢川中学校（木曽楢川小学校と統合し小中一貫校塩尻市立楢川小中学校となり、2022年義務教育学校へ）[53]
- 広丘村立広丘中学校（1951年片丘中と統合し塩尻市立丘中学校〈当時：広丘片丘中学校組合立〉へ）[54]
- 片丘村立片丘中学校（1951年広丘中と統合し丘中へ）[54]
- 筑摩地村筑摩地中学校（1953年小野中と統合し塩尻市辰野町中学校組合立両小野中学校〈当時：筑摩地村小野村中学校組合立〉へ）[55]
- 小野村小野中学校（1953年筑摩地中と統合し両小野中へ）[55]
- 洗馬村立宗賀中学校（1960年洗馬中と統合し塩尻市立塩尻西部中学校へ）[56]
- 洗馬村立洗馬中学校（1960年宗賀中と統合し塩尻西部中へ）[56]
- 楢川村立楢川中学校川入分校（1961年）[57]

## 佐久市
- 臼田町立中部中学校（1960年5月統合により佐久市立臼田中学校〈当時：臼田町〉へ）[58]
- 臼田町立田口中学校（同上）[58]
- 臼田町立青沼中学校（同上）[58]
- 浅科村立浅科東中学校（中津中から改称、1958年浅科西中と統合し佐久市立浅科中学校〈当時：浅科村立〉へ）[59]
- 浅科村立浅科西中学校（御牧中から改称、1958年浅科東中と統合し浅利中へ）[59]

## 千曲市
- 屋代町立屋代中学校〈旧〉（1954年統合により千曲市立屋代中学校〈当時：屋代町外三ケ村組合立〉へ）[60]
- 森村立森中学校（同上）[60]
- 倉科村立倉科中学校（同上）[60]
- 雨宮県村立雨宮中学校（同上）[60]
- 埴生町立埴生中学校〈旧〉（1956年杭瀬下中と統合し千曲市立埴生中学校〈当時：埴生町立〉へ）[61]
- 埴生町立杭瀬下中学校（1956年埴生中〈旧〉と統合し埴生中〈新〉へ）[61]
- 稲荷山町立桑原中学校（1958年稲荷山中へ統合）[62]
- 更埴市立稲荷山中学校（1961年八幡中と統合し更埴市立西中学校〈現：千曲市立更埴西中学校〉へ）[62]
- 更埴市立八幡中学校（1961年稲荷山中と統合し西中へ）[62]
- 戸倉町立戸倉中学校（1962年統合により千曲市立戸倉上山田中学校〈当時：戸倉上山田学校組合立〉へ）[63]
- 戸倉町立更級中学校（同上）[63]
- 戸倉町立五加中学校（同上）[63]
- 上山田町立上山田中学校（同上）[63]

## 東御市
- 東部町立祢津中学校（1961年統合により東御市立東部中学校〈当時：東部町立〉祢津部校となり、1964年完全統合）[注釈 7]
- 東部町立和中学校（1961年東部中和部校となり、1964年完全統合）
- 東部町立田中中学校（1961年東部中田中部校となり、1964年完全統合）
- 東部町立滋野中学校（1961年東部中滋野部校となり、1964年完全統合）

## 安曇野市
- 温村・明盛村組合立温明中学校（1952年小倉中と統合し温・明盛・小倉村中学校組合立瑞穂中学校〈現：安曇野市立三郷中学校〉へ）[64]
- 小倉村立小倉中学校（1952年温明中と統合し瑞穂中へ）[64]
- 上川手村立上川手中学校（1952年豊科町・南穂高村組合立豊穂中学校〈1955年豊科中へ改称〉へ統合）
- 高家村立高家中学校（1953年豊穂中へ統合）
- 北穂高村立北穂高中学校（1954年穂高中へ統合）
- 有明村立有明中学校（同上）
- 西穂高村立西穂高中学校（同上）
- 豊科町立豊科中学校（1985年に豊科町立豊科北中学校〈現：安曇野市立豊科北中学校〉と豊科町立豊科南中学校〈現：安曇野市立豊科南中学校〉へ分割）[65]
- 穂高町立穂高中学校（2001年に穂高町立穂高東中学校〈現：安曇野市立穂高東中学校〉と穂高町立穂高西中学校〈現：安曇野市立穂高西中学校〉へ分割）[65]

## 南佐久郡
- 南牧村立南牧中学校平沢分校（1959年）[66]
- 小海町立小海中学校〈初代〉（1960年北牧中と統合し小海中〈2代目〉へ）[67]
- 小海町立北牧中学校（1960年小海中〈初代〉と統合し小海中へ〈2代目〉）[67]
- 小海町立小海中学校〈2代目〉（1979年北相木中と統合し小海中〈3代目〉へ）[67]
- 北相木村立北相木中学校（1979年小海中〈2代目〉と統合し小海中〈3代目〉へ）[67]
- 小海町・北相木村中学校組合立小海中学校〈3代目〉（1983年南相木中と統合し小海町北相木村南相木村中学校組合立小海中学校へ）[67]
- 南相木村立南相木中学校（1983年小海中〈3代目〉と統合し小海中〈4代目〉へ）[67]
- 佐久穂町立佐久中学校（2015年八千穂中と統合し佐久穂町立佐久穂中学校へ）[68]
- 佐久穂町立八千穂中学校（2015年佐久中と統合し佐久穂中へ）[68]

## 北佐久郡
- 立科村立南中学校（1958年5月統合により立科町立立科中学校〈当時：立科村立〉へ）[69]
- 立科村立西中学校（同上）[69]
- 立科村立東中学校（同上）[69]

## 小県郡
- 長和町立和田中学校（2017年依田窪南部中〈2代目〉へ統合）[70]
- 長窪古町立古町中学校（1953年大門中と統合し依田窪南部中〈初代〉へ）
- 大門村立大門中学校（1953年古町中と統合し依田窪南部中〈初代〉へ）
- 長窪古町・大門村組合立依田窪南部中学校〈初代〉（1956年長久保中・武石村立武石中と統合し依田窪南部中〈2代目〉へ）[22]
- 長久保新町立長久保中学校（1956年依田窪南部中〈初代〉・武石村立武石中と統合し依田窪南部中〈2代目〉へ）[22]

## 諏訪郡
- 富士見町立富士見高原中学校（2010年南中と統合し富士見町立富士見中学校へ）[71]
- 富士見町立南中学校（2010年富士見高原中と統合し富士見中へ）[71]

## 上伊那郡
- 飯島町立飯島中学校〈旧〉（1958年七久保中と統合し飯島町立飯島中学校〈新〉へ）[72]
- 飯島町立七久保中学校（1958年飯島中〈旧〉と統合し飯島中〈新〉へ）[72]
- 中川村立中川東中学校四徳分室（1963年以前）[73]
- 中川村立中川東中学校（南向中から改称、1976年中川西中と統合し中川村立中川中学校へ）[74]
- 中川村立中川西中学校（片桐中から改称、1976年中川東中と統合し中川中へ）[74]

## 下伊那郡
- 天龍村立平岡中学校（1961年福島中と統合し天龍村立天龍中学校へ）[75]
- 天龍村立福島中学校（1961年平岡中と統合し天龍中へ）[75]
- 天龍村立向方中学校（1961年天龍中向方部校となり、1973年完全統合[75]）
- 阿智村立智里東中学校（1961年阿智村立阿智中学校新設のため廃校、1963年に実質統合）[注釈 8]
- 阿智村立智里西中学校（同上）
- 阿智村立会地中学校（同上）
- 阿智村立伍和中学校（同上）
- 阿智村立清内路中学校（2010年阿智中へ統合）[76]
- 阿智村立浪谷中学校（2011年阿智中へ統合）[76]
- 平谷村立平谷中学校（同上、これに伴い平谷村から中学校が消滅）[76]
- 清内路村立上清内路中学校（1953年清内路中へ統合）[77]
- 清内路村立下清内路中学校（同上）[77]
- 松川町立大島中学校（1957年上片桐中と統合し松川町立松川中学校へ）[78]
- 松川町立上片桐中学校（1957年大島中と統合し松川中へ）[78]
- 松川町立松川東中学校（1965年松川中へ統合）[78]
- 阿南町立大下条中学校（1966年統合により阿南町立阿南第一中学校へ）[79]
- 阿南町立富草中学校（同上）[79]
- 阿南町立和合中学校（同上）[79]
- 大鹿村立鹿塩中学校（1981年大河原中と統合し大鹿村立大鹿中学校）[80]
- 大鹿村立大河原中学校（1981年鹿塩中と統合し大鹿中へ）[80]
- 泰阜村立泰阜北中学校（1993年泰阜南中と統合し泰阜村立泰阜中学校へ）[81]
- 泰阜村立泰阜南中学校（1993年泰阜北中と統合し泰阜中へ）[81]
- 豊丘村立豊丘北中学校（1958年豊丘南中と統合し豊丘村立豊丘中学校へ）[82]
- 豊丘村立豊丘南中学校（1958年豊丘北中と統合し豊丘中へ）[82]
- 根羽村立根羽中学校（2020年根羽村立根羽小学校と統合し根羽村立根羽学園へ）[83]

## 木曽郡
- 南木曽町立読書中学校（1968年統合により南木曽町立南木曽中学校へ）[84]
- 南木曽町立田立中学校（同上）[84]
- 南木曽町立妻籠中学校（同上）[84]
- 南木曽町立蘭中学校（同上）[84]
- 吾妻村立吾妻中学校（1948年妻籠中と蘭中へ分割）[84]
- 木曽町立福島中学校〈3代目〉（2016年三岳中と統合し木曽町立木曽町中学校へ）[85]
- 木曽町立三岳中学校（2016年福島中〈3代目〉と統合し木曽町中へ）[85]
- 福島町立福島中学校〈初代〉（1958年上田中と統合し福島中〈2代目〉へ）[85]
- 新開村立上田中学校（1948年福島中上田分校から独立、1958年福島中〈初代〉と統合し福島中〈2代目〉へ）[85]
- 福島町新開村組合立福島中学校〈2代目〉（1966年統合により福島中〈3代目〉へ）[85]
- 新開村立新開中学校（同上）[85]
- 新開村立黒川中学校（1948年新開中黒川分校から独立、1966年統合により福島中〈3代目〉へ）[85]

## 東筑摩郡
- 広津村立広津中学校（1957年生坂村立生坂中学校〈広津村が生坂村と合併に伴い〉へ統合）[86]
- 山形村立山形中学校（1965年朝日村立朝日中、松本市立今井中と統合し松本市山形村朝日村中学校組合立鉢盛中学校へ）
- 朝日村立朝日中学校（1965年山形村立山形中、松本市立今井中と統合し組合立鉢盛中へ）

## 北安曇郡
- 池田町立広津中学校（1970年池田町立高瀬中学校へ統合）[87]
- 小谷村立北小谷中学校大網分校（1968年）[88]
- 小谷村立北小谷中学校戸土分校（1968年）[88]
- 小谷村立北小谷中学校（1979年統合により小谷村立小谷中学校へ）[88]
- 小谷村立南小谷中学校（同上）[88]
- 小谷村立中土中学校（同上）[88]
- 白馬村立神城中学校（1958年北城中と統合し白馬村立白馬中学校へ）[89]
- 白馬村立北城中学校（1958年神城中と統合し白馬中へ）[89]

## 埴科郡
- 中之条村立中之条中学校〈旧〉（1951年南条中と統合し、中之条村立中之条中学校〈のち：坂城町立〉へ）[90]
- 南条村立南条中学校（1951年中之条中〈旧〉と統合し、中之条中〈新〉へ）[90]
- 坂城町立坂城中学校〈旧〉（1960年統合により坂城町立坂城中学校〈新〉へ）[91]
- 坂城町立中之条中学校〈新〉（同上）[91]
- 坂城町立村上中学校（同上）[91]

## 上高井郡
- 小布施町立小布施中学校〈旧〉（1958年都住中と統合し小布施町立小布施中学校〈新〉へ）[92]
- 小布施町立都住中学校（1958年小布施中〈旧〉と統合し小布施中〈新〉へ）[92]
- 高山村立高井中学校（1958年山田中と統合し高山村立高山中学校高井部校となり、1959年完全統合）[93]
- 高山村立山田中学校（1958年高井中と統合し高山中山田部校となり、1959年完全統合）[93]

## 下高井郡
- 野沢温泉村立野沢温泉中学校〈旧〉（1980年市川中と統合し野沢温泉村立野沢温泉中学校〈新〉へ）[94]
- 野沢温泉村立市川中学校（1980年野沢温泉中〈旧〉と統合し野沢温泉中〈新〉へ）[94]
- 上木島村立上木島中学校（1952年統合により上木島村・往郷村・穂高村組合立中学校〈のち：木島平村立木島平中学校〉へ）[95]
- 往郷村立往郷中学校（同上）[95]
- 穂高村立穂高中学校（同上）[95]

## 上水内郡
- 信濃町立古海中学校（1954年信濃尻中〈のち：野尻湖中〉へ統合）
- 信濃町立柏原中学校（1968年信濃中〈旧〉新設のため廃校、1970年に実質統合）
- 信濃町立古間中学校（同上）
- 信濃町立富士里中学校（同上）
- 信濃町立野尻湖中学校（同上）
- 信濃町立信濃中学校（2012年古海小、柏原小、古間小、野尻湖小、富士里小と統合し小中一貫校の信濃町立信濃小中学校となり、2016年義務教育学校へ）[96]
- 小川村立小川北中学校（1956年小川南中と統合し小川村立小川中学校へ）[97]
- 小川村立小川南中学校（1956年小川北中と統合し小川中へ）[97]

## 下水内郡
- 栄村立北信中学校（1977年統合により栄村立栄中学校へ）[3]
- 栄村立堺中学校（同上）[3]
- 栄村立秋山中学校（同上）[3]